# .amsterdam
.amsterdam je doména nejvyššího řádu určená pro nizozemské hlavní město Amsterdam.

## Historie
Vláda Amsterdamu získala povolení pro spuštění domény .amsterdam od organizace ICANN (organizace spravující domény nejvyššího řádu) 24. července 2014. Vznikla tehdy v rámci programu pro vznik tzv. geografických TLD, kdy začaly vznikat domény pro různá města (např. .london nebo .berlin). Možnost založit si webovou stránku s touto doménou dostala veřejnost až v září 2015.